# Бологівка
Боло́гівка — село в Україні, у Дворічанській селищній громаді Куп'янського району Харківської області. Населення становить менше 20 осіб. До 2020 орган місцевого самоврядування — Кам'янська сільська рада.

## Географія
Село Бологівка знаходиться в балці Буброва, біля урочища Зелений Гай, за 2 км від кордону з Росією та за 2 км від села Лупачівка (нежиле). Раніше село було адміністративним центром сільської ради.

## Історія
Дата першої згадки - 1863 рік.
Назва погодить від прізвища засновників - про що можна пересвідчитися на місцевому кладовищі.
7 (20) листопада 1917 року, відповідно до.Третього Універсалу Української Центральної Ради, увійшло до складу Української Народної Республіки.
Під час організованого радянською владою Голодомору 1932—1933 років померло щонайменше 208 жителів села.
12 червня 2020 року, відповідно до Розпорядження Кабінету Міністрів України  № 725-р «Про визначення адміністративних центрів та затвердження територій територіальних громад Харківської області», увійшло до складу Дворічанської селищної громади.
19 липня 2020 року, в результаті адміністративно - територіальної реформи та ліквідації Дворічанського району, село увійшло до складу Куп'янського району Харківської області.
Село тимчасово окуповане російськими військами 24 лютого 2022 року. З 20 жовтня село звільнене бійцями 68-го об ТрО 101 бригади Закарпаття від російських загарбників.
Під час російсько-української війни позиції ЗСУ обороняли бійці 68-го об ТрО 101 бригади Закарпаття: втрати склали 3 бійців (листопад 2022).